# TTs stora fotopris
Artikelns titel kan av tekniska skäl inte återges korrekt. Den korrekta titeln är TT:s stora fotopris.
TT:s stora fotopris var ett svenskt dokumentärt fotopris som delades ut av TT Nyhetsbyrån. 
TT:s stora fotopris gavs till den yrkesverksamma fotograf som juryn ansåg bäst skildrat det svenska samhället, på ett traditionellt eller nyskapande sätt inom dokumentärfotografin. Bilderna skulle vara tagna under de senaste tre åren. Vinnaren erhöll 100 000 kronor.
Priset instiftades år 2003 av bildbyrån Pressens Bild och det bytte namn från Scanpix stora fotopris år 2013. Sista gången det delades ut var 2015 och därefter meddelade TT att de väljer att prioritera sitt stöd till bild på ett annat sätt.

## Pristagare
- 2003 – Niklas Maupoix
- 2004 – Pieter ten Hoopen
- 2005 – Anna von Brömssen
- 2006 – Thobias Fäldt för projektet Year One.
- 2007 – Marc Femenia Nobell
- 2008 – Lars Tunbjörk för sviten Vinter.
- 2009 – Niklas Larsson  för bildreportaget Mikael Unlimited.[2]
- 2010 – Martina Hoogland Ivanow  för bildreportaget Satellite.[3]
- 2011 – Martin Bogren för fotoprojektet Lowlands om uppväxttrakten i Skurup.[4]
- 2012 – KK+TF (Klara Källström och Thobias Fäldt) för fotoprojektet Wikiland som är en utforskning av mediebilden kring Wikileaks.[5]
- 2013 – Hannah Modigh för The Milky Way som handlar om tiden mellan att vara barn och vuxen.[6]
- 2014 – Elis Hoffman för Fading.[7]
- 2015 – Johan Bävman för Swedish Dads som skildrar föräldralediga pappor.[8]